# Translimitación
La translimitación se refiere al fenómeno en el cual la producción humana ha excedido los límites naturales del planeta dejando a la naturaleza sin la capacidad de regeneración. Este llamado desarrollo ha sido impulsado por el crecimiento económico que prioriza el crecimiento ilimitado y la acumulación sin importar el efecto que cause sobre los ecosistemas y el bienestar humano.

## Orígenes
Cuando las sociedades se alejaron del funcionamiento de la biosfera (ritmos de vida marcados por los ciclos de la naturaleza, activados por la energía del sol)  y transicionaron a la energía de origen fósil para acelerar las extracciones y las producciones. Surgió un cambio profundo en el metabolismo económico y la posibilidad de superar los límites del territorio en el que se vivía mediante un sistema de transporte que permitía obtener energía, materiales y alimentación procedente de territorios lejanos.

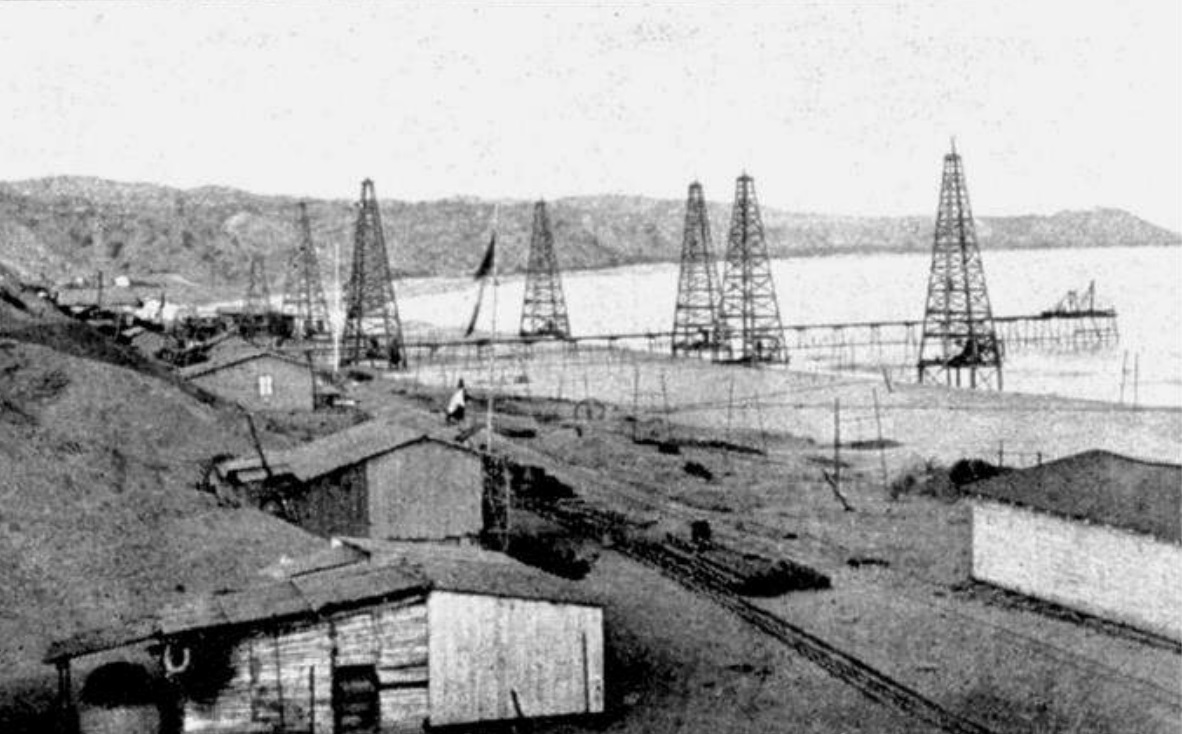
Extracción petrolera

El petróleo se está consumiendo cuatro veces más deprisa de lo que se descubre, la brecha entre demanda creciente y adición de reservas declinante continúa ensanchándose y la situación se está tornando crítica. 
El capitalismo y la sobreproducción, han normalizado un sistema extractivista y de explotación, tanto de la naturaleza, como del cuerpo humano, impactando negativamente en el estado del planeta, animales y seres vivientes.  La civilización industrial ha entrado en una fase de translimitación, en la que los límites naturales al crecimiento han sido ya traspasados.

## Impacto

### En la tierra
El fenómeno de la translimitación está contribuyendo a la alteración de varios factores climáticos a nivel global. La emisión excesiva de gases de efecto invernadero por la industria y el consumo energético ha acelerado el calentamiento global, ocasionando fenómenos climáticos extremos como sequías, inundaciones y huracanes de mayor intensidad. Estos cambios debilitan la capacidad de los ecosistemas para ofrecer servicios esenciales, como la regulación del clima y el ciclo hidrológico, incrementando así los problemas de escasez y el desplazamiento de especies.

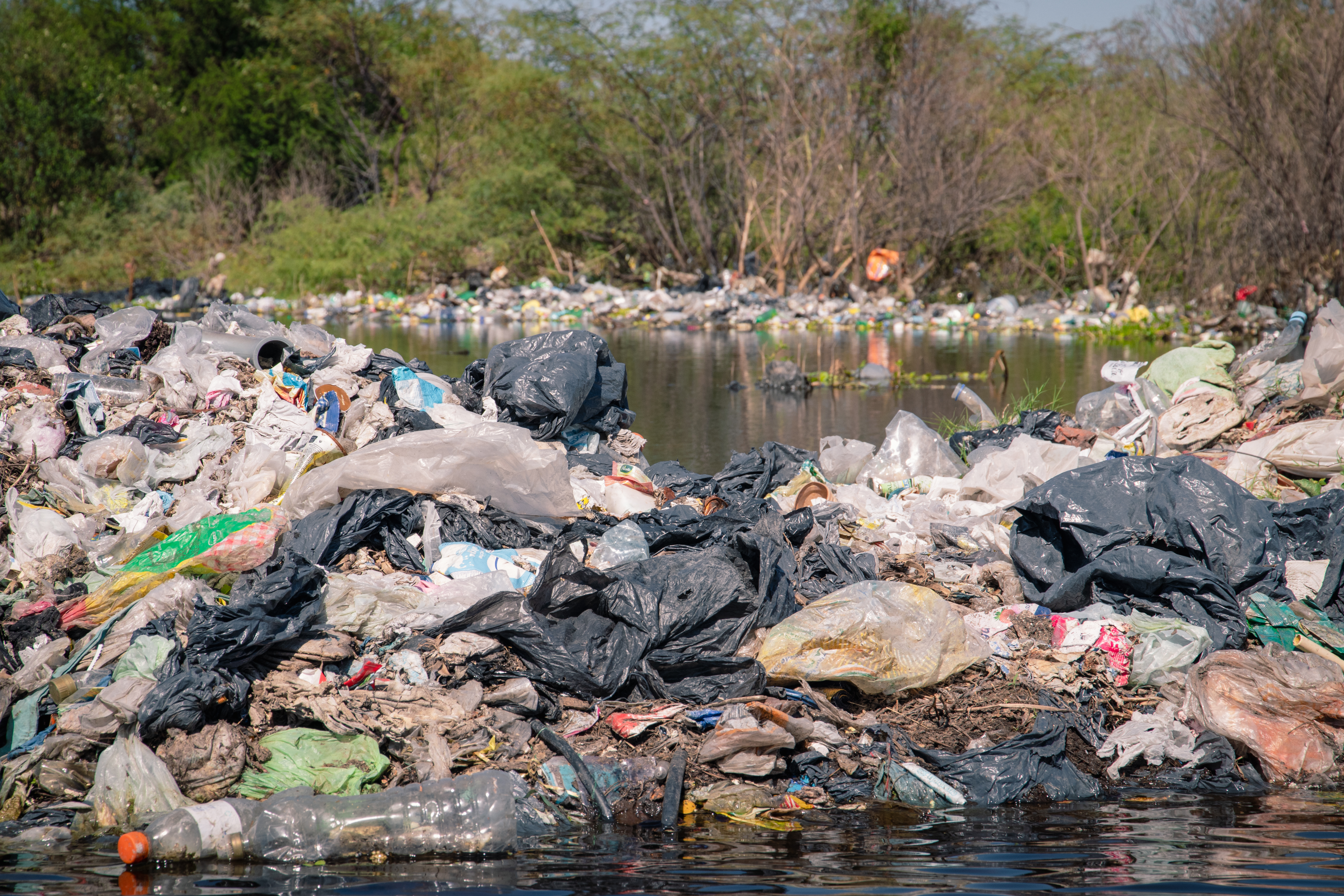
Zona de sacrificio

La translimitación ha tenido un impacto profundo en los ecosistemas de la Tierra, debido a la sobreexplotación de los recursos naturales más allá de su capacidad de regeneración. La extracción intensiva de minerales, la deforestación a gran escala y la contaminación de los suelos y aguas han llevado a una degradación ambiental sin precedentes, afectando la biodiversidad como los ciclos naturales esenciales para la estabilidad del planeta. En consecuencia, los ecosistemas han perdido la capacidad de restablecerse por sí mismos, lo que aumenta su vulnerabilidad frente a fenómenos como el cambio climático y la extinción de especies. 

### En los cuerpos
Nuestros cuerpos dependen de la diversidad de microorganismos y de los seres vivos. La crisis climática ha resaltado el conflicto entre la  importancia del capital y de la vida. La acumulación de bienes ilimitados disminuye la posibilidad de la vida.  La translimitación tiene su origen en la fractura entre la relación del ser humano y el planeta al olvidar que somos interdependientes, vulnerables y finitos. 
Las afectaciones se han profundizado en los seres vivientes. Como seres humanos es posible percibirlo en la salud pública, la seguridad alimentaria y la calidad de vida. La explotación insostenible de los recursos naturales ha disminuido la disponibilidad de agua potable, deteriorado la calidad de los suelos agrícolas y reducido el acceso a alimentos saludables, lo que incrementa los índices de enfermedades asociadas a la contaminación. Los seres humanos han transformado los ecosistemas más rápidamente que en cualquier otro período previo de la historia, los daños son considerables y en buena medida irreversibles.
A medida que los ecosistemas pierden su capacidad regenerativa, las comunidades, especialmente aquellas en áreas vulnerables, enfrentan mayores desafíos para acceder a recursos esenciales. Como consecuencia, los eventos climáticos extremos y la degradación de los hábitats naturales han ocasionado desplazamientos forzados, generando fenómenos migratorios, que exponen a millones de personas a condiciones de escasez, vulnerabilidad y violencias. 

## Translimitación desde el Ecofeminismo
Como unión entre feminismo y ecología, el Ecofeminismo visibiliza la asociación entre la desvalorización de las mujeres y de la naturaleza en el sistema patriarcal-capitalista. Bajo la visión de este sistema, se transforma la naturaleza en objeto a controlar y manipular, en recursos naturales a servicio del capital, del desarrollo y del crecimiento. Esta definición materialista de la naturaleza se extiende a la objetivización, dominio y control de las mujeres en su cuerpo, sus sentimientos, su trabajo y su capacidad de gestar, parir y cuidar.
De la misma manera, resalta el papel de las mujeres como agentes fundamentales de la denuncia y crítica sistémica patriarcal capitalista, además de sus acciones y trabajo en la transformación social y política organizando, lidereando y dirigiendo luchas sociales en la defensa de la tierra, del territorio, de los derechos humanos y de los bienes comunes.
Mujeres ecofeministas, especialmente Yayo Herrero, han formado una postura crítica, que explica y analiza el paralelismo entre la crisis ambiental y la crisis de los cuidados. Concluyendo que ambas son resultado de la translimitación. En un caso de los tiempos vitales disponibles para el cuidado, en el otro de los recursos que la tierra puede ofrecer. En donde ambas exportan sus efectos indeseables a territorios lejanos (zonas de sacrificio), presentándose como deuda ecológica y construyéndose como cadenas globales de cuidados.

## Propuestas de solución
Puesto que no es posible un crecimiento económico indefinido dentro de una biosfera de recursos finitos y que los límites ya han sido superados, el camino hacia la sostenibilidad está forzosamente marcado por la disminución de la extracción y la generación de residuos, tendremos que dejar viejas tendencias atrás, para así poder generar un cambio, el cual tendía que ser de manera colectiva, para que realmente sea notorio. Si la cooperación funciona y el apoyo mutuo conseguiremos fuerza para imponer cambios a partir de la construcción colectiva.
Como metodología se sugiere un descenso suave en el que haya una reducción de equipamientos materiales, la población y las posesiones no esenciales. Para lograr una solución se requiere del compromiso a nivel sociedad ya que el concepto de la sostenibilidad solo tiene un funcionamiento práctico si hay una reducción del gasto energético total que utiliza la humanidad. Buscar una solución de igual manera implica recordar la ecodependencia que tenemos con la naturaleza.
El cambio no puede venir únicamente de los habitantes, se deben exigir cambios sustanciales en las políticas, las instituciones y las prácticas sociales; las propuestas de gobernanza de la complejidad ponen el acento en los procesos sociales de adaptación bajo condiciones de incertidumbre. El post-desarrollo y muchas teorías sobre desarrollo local alternativo parten de realidades sociales que han sido excluidas por el proceso del desarrollo. 